# Джаз в Санкт-Петербурге
Джаз в Санкт-Петербурге — культурное явление, поддерживаемое на государственном уровне. Санкт-Петербург — единственный город, имеющий джазовую филармонию, и в Северной Столице ежедневно можно услышать живой джаз. Джазовые традиции в Санкт-Петербурге поддерживались благодаря старейшему в России джаз-клубу «Квадрат», который был 'кузницей кадров' для джазовой сцены Петербурга-Ленинграда.

## «Квадрат»
Джаз-клуб существует с 1965 года. За это время поменял несколько мест базирования: ДК им. Ленсовета, Дворец Молодежи, ДК Работников Пищевой Промышленности, ДК им. Кирова. «Квадрат» — одно из первых мест где можно было периодически слушать живой джаз в Санкт-Петербурге.
В марте 2006 года администрация Филармонии джазовой музыки предложила клубу еженедельно проводить джемы в Эллингтоновском зале, что с воодушевлением было воспринято музыкантами. Начиная с 2017 года, коллектив не имеет постоянной локации, постоянно меняя площадки.

## Джазовые концерты в Санкт-Петербурге
По состоянию на 2024 год в Санкт-Петербурге есть семь концертных площадок, которые специализируются на джазовой музыке.
Ведущие джазовые группы Санкт-Петербурга практически ежедневно можно послушать в Филармонии джазовой музыки, Джаз-клубе Игоря Бутмана, джаз-клубе JFC, в барах The Hat и ЭТОБАР, джаз-клубе «POLICE STATION», в ресторане «48 стульев», а также на джазовом пароходе джаз-клуба «Квадрат». Филармония джазовой музыки — самое респектабельное джазовое место Санкт-Петербурга. Здесь звучит живой джаз на любой вкус — диксиленд, свинг, бибоп, симфо-джаз. Особый интерес представляют концерты из цикла «Хит-парад джазового вокала» (с участием ведущих джазовых вокалистов Санкт-Петербурга). Художественный руководитель Джазовой филармонии — народный артист РФ Давид Голощёкин, джазовый мульти-инструменталист.
1 октября 2022 в северной столице открылся Джаз-клуб Игоря Бутмана. Пространство клуба вмещает более 250 гостей, что делает площадку одним из самых больших джаз-клубов в мире. Джаз-клуб Игоря Бутмана в Санкт-Петербурге расположился в историческом здании Служебного корпуса Придворного конюшенного ведомства, построенного во второй половине XVIII века. Джазовые концерты здесь проходят каждый день. 
Джаз-клубе JFC известен любителям живой музыки более 10 лет. Живой джаз — основной профиль клуба, однако здесь проходят концерты музыкальных групп, исполняющих блюз, кантри, афро-кубинскую музыку. Но в основном это музыкальные стили являющиеся джазом или находящиеся рядом: би-боп, модальный джаз, фри-джаз, джаз-рок, smooth jazz.
Джаз-клуб «POLICE STATION» является концертной площадкой, где джазовые концерты проводятся ежедневно.

## Радиовещание
В Санкт-Петербурге круглосуточно на частоте 90,1 FM вещает радио «Эрмитаж». Основное время вещания занимает джазовая музыка.

## Топонимика
В мае 2023 года скверу, расположенному на Загородном проспекте напротив Джазовой филармонии, присвоено название Джазовый.